# Holmenbruene
Holmenbruene je trojice železničních mostů překonávajících ramena řeky Drammenselva oddělené ostrovem Holmen ve městě Drammen v norském kraji Buskerud. Někdy jsou tímto názvem označovány i další dva mosty v této lokalitě, a to silniční mosty Holmenbrua a Strømsøbrua spojující městské části Bragernes na severním břehu Drammenselvy a Strømsø na jižním břehu s Holmen.
První mosty, které byly součástí železniční tratě Drammenbanen v Drammenu, byly postaveny v roce 1872. Byly dřevěné a jejich celková délka činila 1082 m. V roce 1930 byly nahrazeny modernějšími stavbami. Most, který překonává rameno Bragernesløpet severně od Holmenu, byl v roce 1996 nahrazen dnešním obloukovým mostem, zatímco nový most přemosťující rameno Strømsøløpet jižně od ostrova byl vybudován paralelně se starým, který stojí dodnes. Mosty přes Strømsøløpet jsou se svými délkami 453 m (nový) a 451 m (starý) nejdelšími železničními mosty v zemi a 341 m dlouhý most přes Bragernesløpet se řadí mezi nejdelší. Výška mostů na hladinou řeky činí šest metrů.
Silniční mosty byly vybudovány v 60. letech - 230 m dlouhý Holmenbrua přes rameno Bragernesløpet v roce 1964 a Strømsøbrua přes rameno Strømsøløpet o dva roky později. Oba jsou součástí silnice Riksvei 282 a do dokončení mostu Drammensbrua, který je nejdelším silničním mostem v zemi a překonává řeku nedaleko od Holmenbruene, sloužily jako hlavní silniční spojnice břehů. Podobně jako u železničních mostů, i výška silničních mostů nad hladinou Drammenselvy činí 6 metrů.

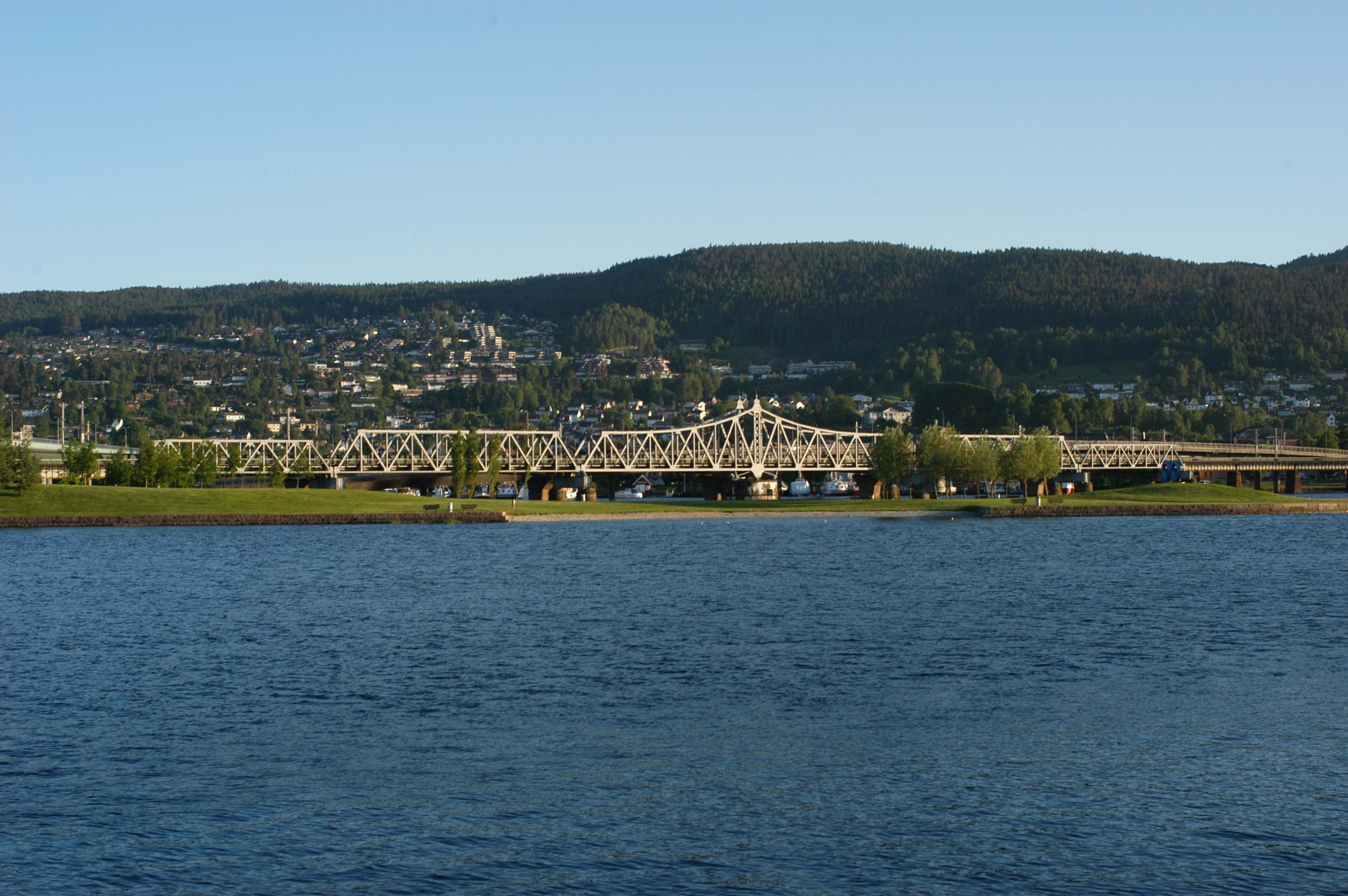
Starší příhradový most přes Strømsøløpet
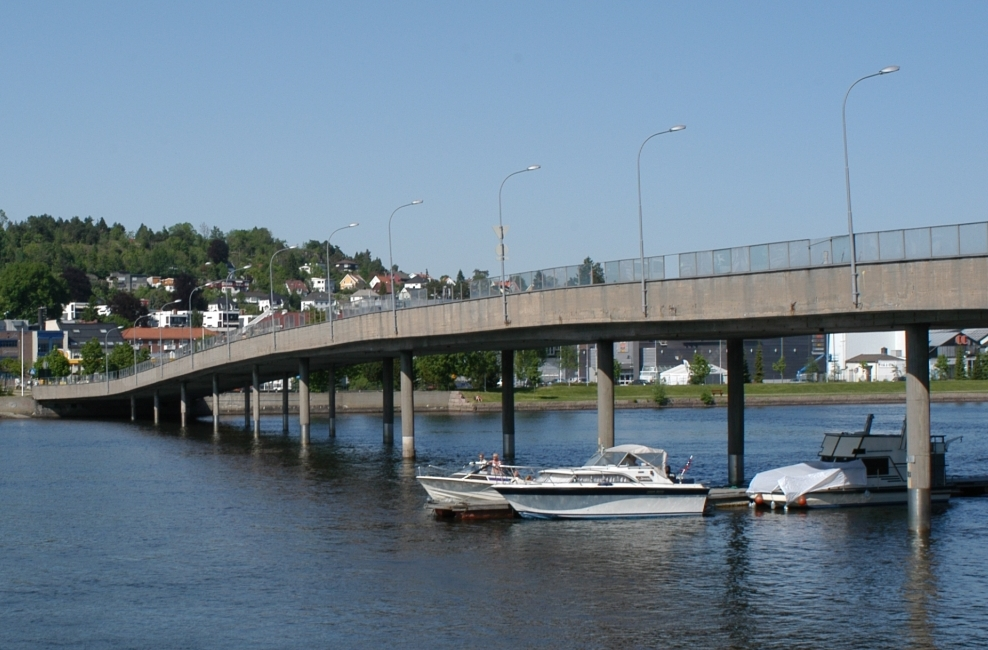
Cestný most Holmenbrua